# Microrégion de Tomé-Açu

Localisation de la microrégion de Tomé-Açu

La microrégion de Tomé-Açu est l'une des cinq microrégions qui subdivisent le Nord-Est de l'État du Pará au Brésil.
Elle comporte 5 municipalités qui regroupaient 255 936 habitants en 2006 pour une superficie totale de 23 704 km2.

## Municipalités[1]
- Acará
- Concórdia do Pará
- Moju
- Tailândia
- Tomé-Açu